# گولوبوواتس (ترستنیک)
گولوبوواتس (به صربی: Golubovac) یک روستا در صربستان است که در Trstenik واقع شده‌است. گولوبوواتس ۲۸۹ نفر جمعیت دارد.